# Rydingia
Rydingia es un género de plantas con flores perteneciente a la familia Lamiaceae.

## Distribución
El área de distribución nativa de este género se extiende desde el noreste de África, en países como Eritrea y Etiopía, pasando por Arabia, en Omán y Yemen, hasta llegar al oeste del Himalaya, incluyendo regiones de Irán y Pakistán.

## Taxonomía
El género fue descrito por Anne-Cathrine Scheen y Victor Anthony Albert y publicado en Systematics and Geography of Plants 77(2): 234, en 2007.

#### Etimología
Rydingia: nombre genérico otorgado en honor del botánico sueco Per Olof Ryding (1951–), un especialista en la familia Lamiaceae y que se desempeña como investigador en la Universidad de Copenhague, Dinamarca.

## Especies
Comprende 4 especies descritas y aceptadas:
- Rydingia integrifolia (Benth.) Scheen y V.A.Albert, 2007
- Rydingia limbata (Benth.) Scheen y V.A.Albert, 2007
- Rydingia michauxii (Briq.) Scheen y V.A.Albert, 2007
- Rydingia persica (Burm.f.) Scheen y V.A.Albert, 2007